# Niederdorfelden
Niederdorfelden é um município da Alemanha, situado no distrito de Main-Kinzig, no estado de Hesse. Tem 6,55 km² de área, e sua população em 2019 foi estimada em 3.936 habitantes.